# Yoshihiro Yonezawa
Yoshihiro Yonezawa (米澤 嘉博 Yonezawa Yoshihiro?, 21 de marzo de 1953 – 1 de octubre de 2006)  fue un crítico y autor de manga japonés. También es conocido por ser el cofundador y presidente de Comiket . Murió de cáncer de pulmón a los 53 años. Ganó el Premio Seiun 2007 en la categoría especial y el Premio Especial 2010 del Premio Cultural Tezuka Osamu. 

## Biografía
Nacido en Kumamoto, Japón, el 21 de marzo de 1953, comenzó a dibujar parodias de sus personajes de manga favoritos cuando era un niño. En 1969, Yonezawa se unió al personal de Kyukon a los 16 años. Comenzó a criticar manga mientras estudiaba ingeniería en la Universidad de Meiji, como parte del grupo Meikyu. Para explorar el medio del to dōjinshi cofundó la Comiket (Comic Market) en 1975 junto con Harada Teruo y Aniwa Jun, que eran estudiantes universitarios. Comiket es un evento bianual de 3 días donde se trae y se comercializa el manga dōjinshi. La publicación de Yonezawa de The History of Post War Manga Trilogy en 1980 mostró su dedicación a la revisión y la crónica del manga. Fue juez del Premio Cultural Tezuka Osamu . En 1999, recibió el 21º Premio de la Sociedad Japonesa de Estudios Editoriales por Bessatsu Taiyo: Hakkinbon.  Desde 1999, revisó regularmente el manga en su columna, "Comentario de Yoshihiro Yonezawa sobre el manga contemporáneo", en el cómic mensual de Media Factory hasta octubre de 2006. Recibió póstumamente el Premio Seiun 2007 en la categoría especial, y el Premio Cultural Tezuka Osamu especial en 2010.

## Biblioteca Conmemorativa Yoshihiro Yonezawa

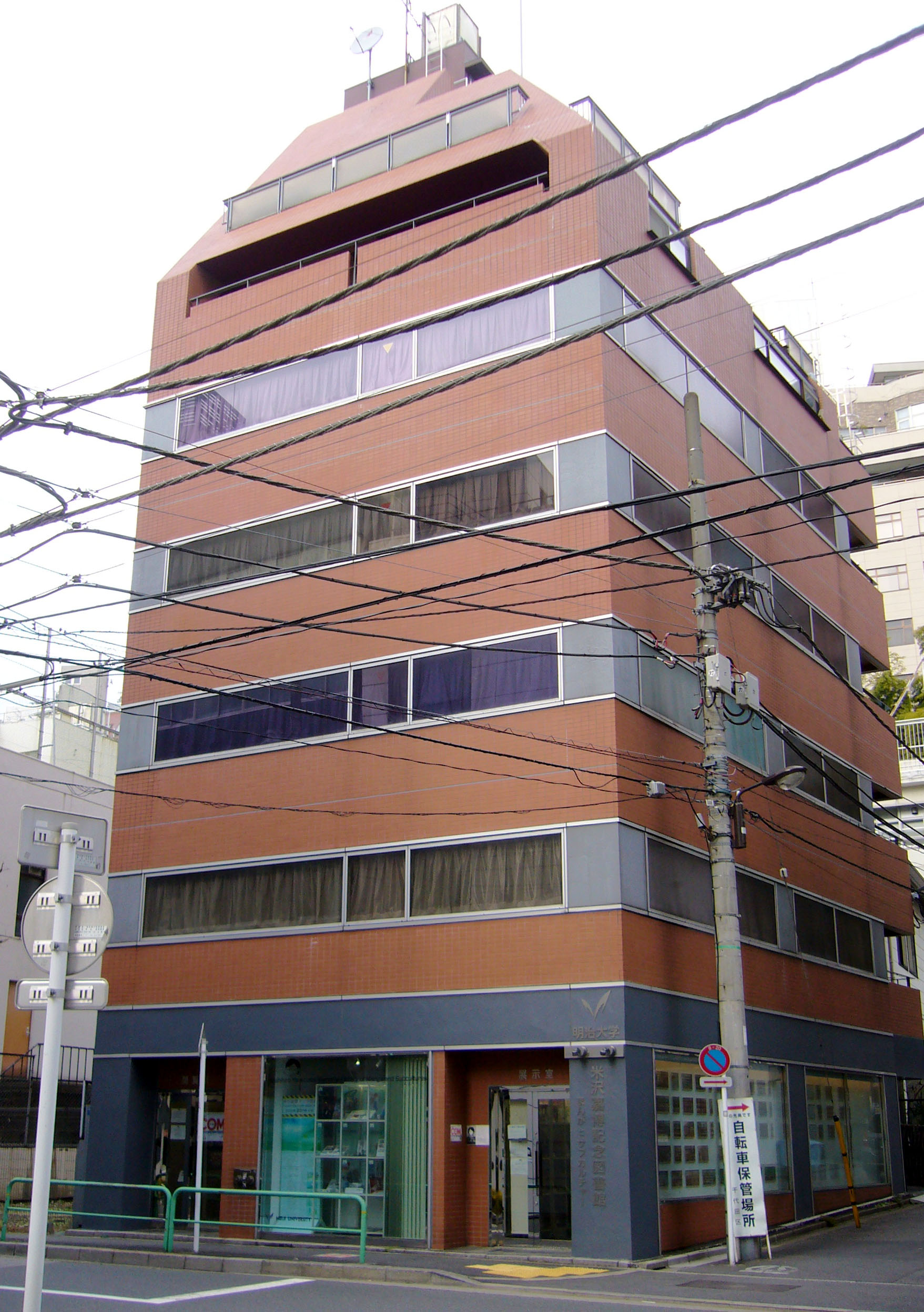
Biblioteca Conmemorativa Yoshihiro Yonezawa.

En 2009, la Universidad de Meiji abrió una biblioteca que alberga dōjinshi, relacionados con el manga y el anime, así como revistas de manga y manga publicadas comercialmente. La colección, que en la actualidad consiste en gran medida de la colección personal de Yonezawa, donada por su viuda, ha sido nombrada "Biblioteca Memorial de Manga y Subculturas Yoshihiro Yonezawa". La biblioteca está ubicada en el campus de Surugadai de la universidad. La colección principal comprende la colección dōjinshi de Yonezawa, que consta de 4,137 cajas,  y más de 140,000 artículos. La biblioteca también incorporará la colección de Tsuguo Iwata .

## Publicaciones
- Yonezawa, Yoshihiro (1980) Sengō SF Mangashi (戦後ＳＦマンガ史?  lit. "Historia de los manga de SF de posguerra") Tokio: Shinpyōsha.

- Yonezawa, Yoshihiro (1980) Sengō Shōjo Mangashi (戦後少女マンガ史?  lit. "Historia de los manga de niñas de posguerra") Tokio: Shinpyōsha.
- Yonezawa, Yoshihiro (1981) Sengō Gyaggu Mangashi (戦後ギャグマンガ史?  lit. "Historia de los gag manga de posguerra")  Tokio: Shinpyōsha.
- Yonezawa, Yoshihiro (1997) Tezuka Osamu manga taizen: kodomo no shōwashi (手塚治虫マンガ大全： 子どもの昭和史?)  Tokio: Heibonsha ISBN 4-582-94291-1
- Yonezawa, Yoshihiro (2001) Sengō ero manga-shi (戦後エロマンガ史 lit. "Historia de los ero manga de posguerra") Tokio: Seirinkogeisha ISBN 978-4883792580